# Angelina de Grecia
Angelina de Grecia, död 1440, var en spansk adelskvinna. Hon var möjligen konkubin till den osmanska sultanen Bayezid I (regent 1389–1402).
Hennes ursprung har varit föremål för många spekulationer. Hon var en kristen slavinna i det kejserliga osmanska haremet under Bayezid I. Vilken ställning hon hade i haremet är obekräftat. 
Hon blev liksom flera andra kvinnor ur sultanens harem tillfångatagen av Timur Lenk efter  det osmanska nederlaget i slaget vid Ankara 1402. Samma år sände Henrik III av Kastilien två sändebud till Timur, Payo González de Sotomayor och Hernán Sánchez de Palazuelos. Timur Lenk valde ut tre kristna slavinnor ur sultanens tillfångatagna harem som gåva till Henrik III, och dessa var Angelina, hennes syster Maria och ytterligare en kristen slavinna vid namn Catalina. 
Henrik III arrangerade äktenskap dem med alla tre med olika adelsmän: för Angelinas del med Diego González de Contreras. 
Angelina de Grecia blev föremål för en monumental gravvård, samtida poesi och en sentida biografi.